# Freawaru
Freawaru, menzionata per la prima volta al verso 2020 del poema Beowulf, è la figlia del re danese Hroðgar e della regina Wealhþeow.
Freawaru è una freoðuwerebbe o "portatrice di pace" (un concetto importante nel poema), moglie di Ingeld, re degli Heaðobard e figlio di Froda. Questo matrimonio fu celebrato nel tentativo di por fine ad una faida tra i due regni (dovuta all'uccisione di Froda da parte dei Danesi). Il tentativo fu vano. Un vecchio guerriero spinse gli Heaðobard alla vendetta, e Beowulf predice a Hygelac che Inegld si sarebbe rivoltato contro suo suocero Hroðgar. Nella versione della cronaca danese Gesta Danorum, il vecchio guerriero compare come Starkaðr, ed egli riuscì a far divorziare Ingeld dalla sua sposa e a farlo rivoltare contro la sua famiglia.

## Fonti scandinave
Freawaru compare anche nelle Gesta Danorum (Libro 6), ma è senza nome. Froda e Ingeld sono re danesi in conflitto con i Sassoni, e Freawaru è una principessa sassone.
Il re danese Frotho IV (Froda) era stato ucciso con l'inganno da un sassone chiamato Swerting (Swertingus). Il figlio di Frotho, Ingeld (Ingellus), visse una vita licenziosa e sposò una delle figlie di Swerting. Questo fece arrabbiare Starkaðr a tal punto che si arruolò alla corte del re svedese Halfdan (Haldanus). Poiché Ingeld continuava la sua vita dissoluta e non adempiva al dovere di vendicare il padre, Starkaðr comparve durante un banchetto a cui partecipavano sia Ingeld che i figli di Swerting. Starkaðr ammonì duramente Ingeld e umiliò la regina che tentava di calmare Starkaðr con la gentilezza e con nastri costosi; riuscì così a spingere Ingeld ad uccidere i figli di Swerting e a divorziare dalla sua moglie sassone.